# İlker Tugal
İlker Tugal (* 4. Oktober 1988 in Bern) ist ein schweizerisch-türkischer Fußballspieler.

## Karriere
Tugal begann seine Profikarriere 2008 in Diensten von Manisaspor. Nach einem sechsmonatigen Gastspiel bei Giresunspor kehrte er zu seinem Erstverein zurück.  Der Schweizer Verein FC Grenchen verpflichtete ihn für die Saison 2011.
2012 wechselte Tugal zum FC Köniz.